# Regionalwahl in Umbrien 1975
Die Regionalwahl in Umbrien 1975 fand am 15. und 16. Juni statt.

## Wahlergebnis
| Listen            | Listen                                        | Stimmen | %    | Mandate |
| ----------------- | --------------------------------------------- | ------- | ---- | ------- |
|                   | Partito Comunista Italiano                    | 257.606 | 46,1 | 14      |
|                   | Democrazia Cristiana                          | 154.165 | 27,6 | 9       |
|                   | Partito Socialista Italiano                   | 77.472  | 13,9 | 4       |
|                   | Movimento Sociale Italiano – Destra Nazionale | 31.512  | 5,6  | 1       |
|                   | Partito Socialista Democratico Italiano       | 13.580  | 2,4  | 1       |
|                   | Partito Repubblicano Italiano                 | 13.451  | 2,4  | 1       |
|                   | Democrazia Proletaria                         | 6.220   | 1,1  | –       |
|                   | Partito Liberale Italiano                     | 4.389   | 0,8  | –       |
| Gesamt            | Gesamt                                        | 558.395 | 100  | 30      |
|                   |                                               |         |      |         |
| Ungültige Stimmen | Ungültige Stimmen                             | 18.510  | 3,2  |         |
| Wähler            | Wähler                                        | 576.905 | 95,0 |         |
| Wahlberechtigte   | Wahlberechtigte                               | 607.409 |      |         |